# Integrity (операционная система)
Integrity — операционная система реального времени, разработанная калифорнийской компанией Green Hills Software. Сертифицирована на соответствие POSIX. Ориентирована на однопроцессорные встраиваемые системы, в центральном процессоре которых есть блок управления памятью (архитектуры ARM, XScale, Blackfin, Freescale ColdFire, MIPS, PowerPC, x86). Система основана на микроядре µ-velosity. Главная особенность системы — отказоустойчивость (если произойдет отказ в какой-либо программе запущенной в этой операционной системе, система в целом будет продолжать работать в штатном режиме, а перезапуск упавшего приложения попытается провести с предоставлением ему тех областей памяти данных, которые были выделены приложению до его падения).

## Integrity-178B
Integrity-178B — операционная система реального времени, «поднабор» Integrity, сертифицированная по уровню A стандарта DO-178B (в России известен как КТ-178B). Полностью поддерживает ARINC 653-1-Application/Executive (APEX) API.
Используется в американских военных самолетах (например F-16, F-22, F-35) и вертолетах, также в гражданских Airbus A380, Boeing 787.